# Karolina Protsenko
 Karolina Protsenko, ukránul: Кароліна Миколаївна Проценко (Karolina Mikolajivna Procenko) (2008. október 3. –) ukrajnai születésű, Amerikában élő hegedűművész.

## Élete
Családja 2014-ben költözött az Amerikai Egyesült Államokba. Karolina szülei szintén zenészek, 2 öccse van, Leo és Nicholas.[forrás?]
Hatévesen kezdett el hegedülni. Eleinte utcákon zenélt, videója jelent meg az interneten. Népszerűsége miatt hívták őt a házigazda, Ellen DeGeneres show-jába.
YouTube-csatornáját 2016 decemberében hozták létre szülei, követői száma több millió főre nőtt. Három YouTube-csatornája lett, és a Facebookon, az Instagramon is jelen van. Édesanyja kezeli a közösségi média oldalait.
Karolina első albuma 2018-ban jelent meg, melyen 12 népszerű dalt dolgozott fel. 2018-ban kiadta a My dream című albumot.
2019-ben több mint 200 feldolgozást játszott el hegedűn.
2025. július 14-én bejelentette, hogy Karolina Rose művésznéven folytatja zenei pályáját.